# Diastopora gracilis
Diastopora gracilis är en mossdjursart som beskrevs av John Borg 1944. Diastopora gracilis ingår i släktet Diastopora och familjen Diastoporidae. Inga underarter finns listade i Catalogue of Life.